# Oestroidea
Oestroidea je nadporodica Calyptratae uključujući Calliphoridae, Oestridae, Sarcophagidae i njihove srodnike.
Ova nadporodica uključuje porodice:
- (ranije je uključivana u )
- (ranije je uključivana u )
- (ranije je uključivana u )
- [3]